# Labyrinthodontia
Labyrinthodontia (Tiếng Hy Lạp nghĩa là "răng mê cung") là một phân lớp lưỡng cư tuyệt chủng, bao gồm một số loài động vật chiếm ưu thế vào cuối đại Cổ sinh và đầu đại Trung sinh (khoảng 360 đến 150 triệu năm trước). Nhóm này phát triển từ cá vây thùy ở kỷ Devon và là tổ tiên của tất cả động vật có xương sống bốn chân (Tetrapoda) còn sinh tồn. Như vậy nó tạo thành một cấp tiến hóa (một nhóm cận ngành) hơn là một nhóm tự nhiên (một nhánh).
Vì Labyrinthodontia không tạo thành một nhóm đơn ngành, nhiều nhà nghiên cứu hiện đại đã từ bỏ thuật ngữ này. Tuy nhiên, một số vẫn tiếp tục sử dụng nhóm này trong phân loại của họ, ít nhất là không chính thức, trong khi chờ nghiên cứu chi tiết hơn về các mối quan hệ của chúng.

## Các đặc điểm

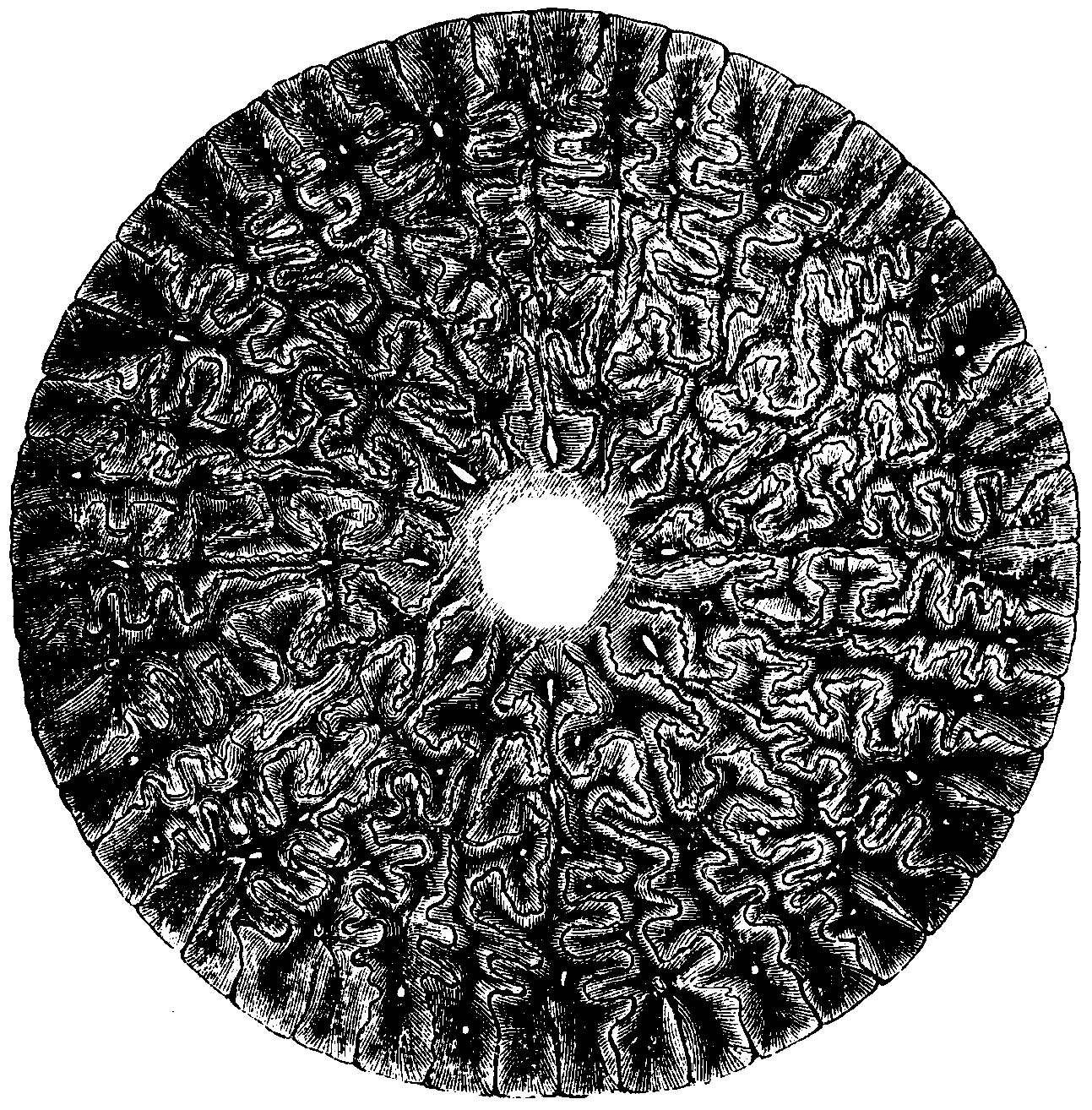
Tiết diện răng của Labyrinthodontia

Labyrinthodontia đã phát triển thịnh vượng trong trên 200 triệu năm. Mặc dù các dạng ban đầu thể hiện sự biến động lớn, nhưng vẫn có một vài đặc điểm giải phẫu cơ bản làm cho các hóa thạch của chúng rất khác biệt và dễ dàng nhận ra trên thực địa:
- Bề mặt răng gập nếp mạnh: Bao gồm sự gập nếp của ngà răng và men răng, làm cho tiết diện của nó trông giống như một mê cung kinh điển, vì thế mà có tên gọi cho nhóm[2].
- Vòm hộp sọ đồ sộ: Vòm hộp sọ chỉ có các hốc cho 2 lỗ mũi, 2 mắt và mắt đỉnh, tương tự như cấu trúc vòm hộp sọ của Anapsida. Ngoại trừ các dạng muộn hơn trông giống như động vật bò sát nhiều hơn thì hộp sọ của chúng là khá phẳng với một lượng phong phú các giáp da, giải thích cho thuật ngữ cũ hơn để chỉ nhóm này là Stegocephalia[2].
- Vết khía tai: Nằm phía sau mỗi mắt, ở rìa sau của hộp sọ. Ở các dạng nguyên thủy gắn liền với nước thì nó có thể tạo thành một lỗ thở hở, và có thể đỡ một màng nhĩ ở một vài dạng tân tiến hơn[3][4].
- Đốt sống phức tạp: Bao gồm 4 phần, là một liên thể trung tâm, hai bên thể trung tâm và một cung/gai đốt sống. Kích thước tương đối và mức độ xương hóa của các thành phần có sự biến thiên cao.